# Černá Hora na Zimních olympijských hrách 2010
Černá Hora se jako samostatný stát poprvé účastnila Zimních olympijských her ve Vancouveru v roce 2010. Jako součást Jugoslávie se posledních účastnila v roce 2002 v Salt Lake City, v rámci soustátí Srbsko a Černá Hora se ZOH zúčastnila v roce 2006 v Torinu. 3. června 2006 byla vyhlášena nezávislá Černohorská republika.

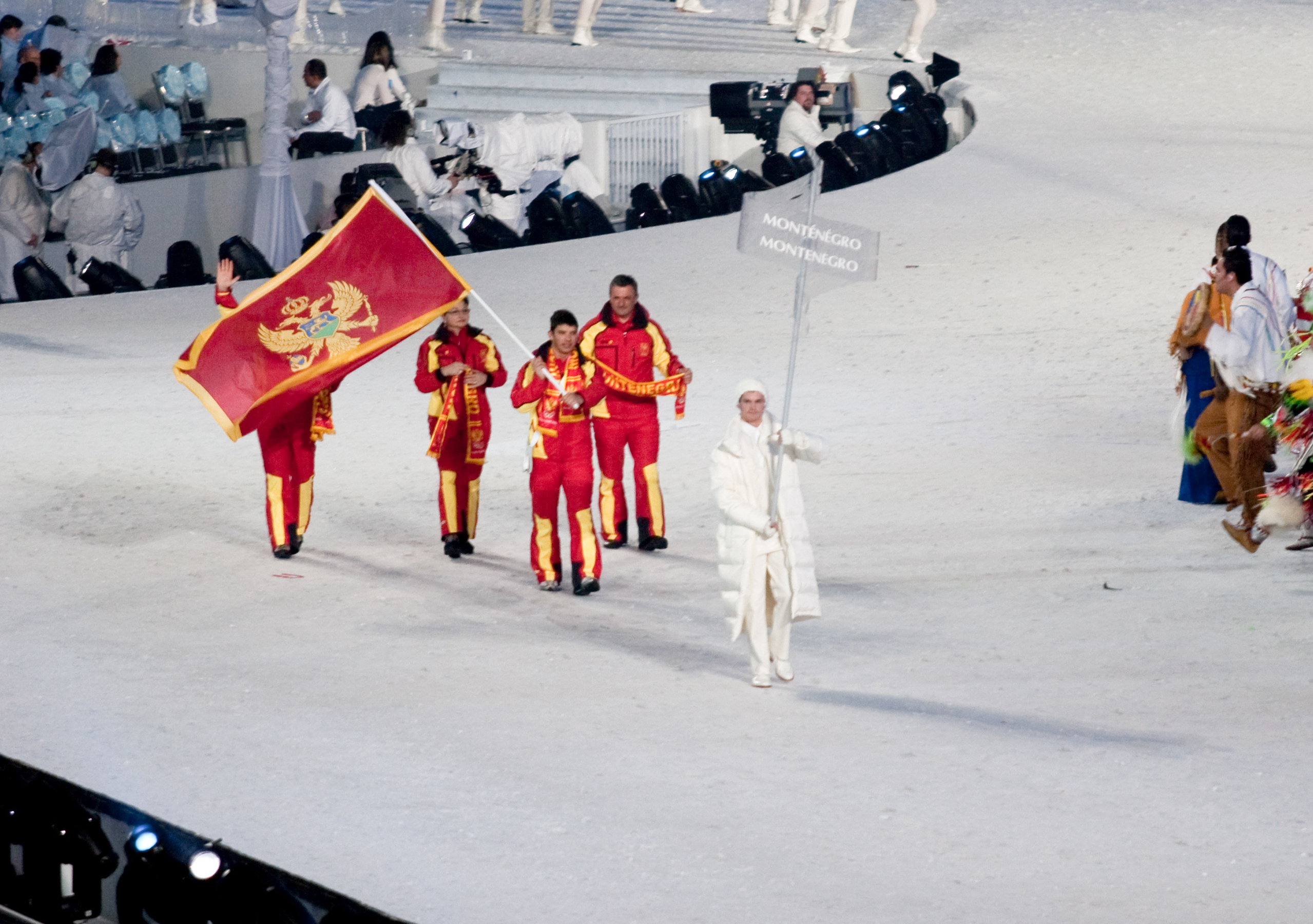
Černá Hora na slavnostním zahájení ZOH 2010

## Výsledky

### Alpské lyžování
Muži
- Bojan Kosić
  - slalom – 40. místo
  - obří slalom – 61. místo